# Рутвянка
Рутвянка (укр. Рутвянка) — село на Украине, находится в Малинском районе Житомирской области.
Код КОАТУУ — 1823485507. Население по переписи 2001 года составляет 83 человека. Почтовый индекс — 11600. Телефонный код — 4133. Занимает площадь 0,975 км².

## Адрес местного совета
11614, Житомирская область, Малинский р-н, с. Морозовка